# Харолд Робинс
Харолд Робинс (на английски: Harold Robbins) е американски писател на бестселъри в жанра съвременен класически роман.

## Биография
Харолд Робинс е роден на 21 май 1916 г. в Ню Йорк, САЩ. Рожденото му име е Франсис Кейн, което той променя законно на Харолд Робинс през 1927 г. Син е на добре образовани руски и полски евреи имигранти. Майка му умира при раждането. Той е отгледан от баща си, който е фармацевт, и мащехата си в Бруклин, където завършва обществената гимназия „Джордж Вашингтон“. След гимназията започва работа, като е бил е момче за поръчки, склададжия в магазин за хранителни стоки, готвач, касиер, помощник-букмейкър.
Първият му брак е с неговата училищна любов Лилиан Мачейнвиц. Тя е бездетна, а той е плейбой, затова бракът им не просъществува дълго и те се развеждат. През 1937 г. Харолд Робинс сключва втория си брак с Грейс Палермо. Двамата имат две дъщери – Карин и Адриана. Развеждат се през 1962 г.
Бащата на Лилиан му помага през 1940 г. да започне работа като чиновник в счетоводството на „Universal Pictures“ в Холивуд. Робинс е предприемчив и бързо се издига в кариерата си, като през периода 1942-1957 г. е изпълнителен директор по бюджета и планирането в компанията.
Докато е в Холивуд Робинс е заразен от духа на Меката на изкуството и решава да започне да пише. Първият му роман „Never Love A Stranger“ е публикуван през 1948 г. Той става хит и предизвиква доста спорове заради сексуалната му насоченост.
Вторият му роман „Търговци на мечти“ от 1949 г. е за американската филмова индустрия до звуковата ера. Както в първия си роман Робинс смесва собствените си преживявания с исторически факти, мелодрама, секс и екшън, в един бързо развиващ се разказ.
Следват негови творби, които го утвърждават като един от водещите писатели на съвременни романи в Америка. Харолд Робинс е автор на бестселъри, чиито истории за секс, пари и власт са презирани от критиците и обичани от читателите. Той е един от най-продаваните писатели на всички времена. Произведенията му са преведени на 32 езика и са издадени в над 75 милиона екземпляра.
Бидейки сам част от холувудската филмова индустрия много от романите на Харолд Робинс са екранизирани в телевизионни и филмови ленти. Първият му филм „Never Love a Stranger“ от 1958 г. е с участието на Джон Дрю Баримор и Стив Маккуин. Същата година излиза и „King Creole“ с Елвис Пресли. 60-те и 70-те години са особено успешни за реализация на романите му – „The Carpetbaggers“ и „Where Love Has Gone“ през 1964 г., „Nevada Smith“ със Стив Маккуин в главната роля, „The Adventurers“ през 1970 г. и „The Betsy“ през 1978 г. Харолд Робинс има звезда на Алеята на славата в Холивуд (булевард „Холивуд“ 6743).
Знаейки силата на рекламата Робинс създава за себе си различни легенди, с които да забавлява събеседниците си и жълтата преса. Те са на основата на неговия бурен живот на зряла възраст в Монте Карло, Френската Ривиера и Акапулко, и пристрастеността му към жените, кокаина и хазарта. Много от тези легенди продължават да замъгляват фактите от истинския му живот.
Последната част от живота му не е добра. Опустошен от два развода, лоши отношения с дъщерите си, разгулния си живот и натрупани дългове, от 1982 г. той е прикован от инсулт в инвалидна количка, вече стар и болен. На 14 февруари 1992 г. той се жени за трети път за Джан Сап, медицинската сестра, която го гледа, и с нея живее до смъртта си. Все пак с помощта на Джан той продължава да пише романа „Tycoon“ и допълва своите серии „Торбарите“ и „Бетси“.
Харолд Робинс умира от респираторна сърдечна недостатъчност на 14 октомври 1997 г. в Палм Спрингс, Калифорния. Погребан е в гробището „Forest Lawn“ в Кътидръл Сити.
След смъртта му писателят Джуниъс Подраг, по решение на неговата вдовица, и на основата на идеи и започнати ръкописи на Харолд Робинс, довършва и продължава неговото творчество като съавтор.
Дъщеря му Адриана Робинс също е писателка (Paris Never Leaves You, 1999).

## Произведения

### Самостоятелни романи
- Never Love A Stranger (1948)
- Търговци на мечти, The Dream Merchants (1949)
- A Stone for Danny Fisher (1952)
- Никога не ме напускай, Never Leave Me (1953)
- 79 Парк Авеню, 79 Park Avenue (1955)
- Stiletto (1960)
- Where Love Has Gone (1962)
- The Adventurers (1966)
- The Inheritors (1969)
- Пиратът, The Pirate (1974)
- Самотната лейди, The Lonely Lady (1976)
- Първи умират мечтите, Dreams Die First (1977)
- Memories of Another Day (1979)
- Сбогом, Жанет, Goodbye, Janette (1981)
- Чаровникът, Spellbinder (1982)
- Разказвачът, The Storyteller (1982)
- Descent from Xanadu (1984)
- Пираните, The Piranhas (1986)
- Tycoon (1997)
- Never Enough (2001)

Романи по идеи и материали на Харолд Робинс написани от Джуниъс Подраг
- Sin City (2002)
- Heat of Passion (2003)
- The Betrayers (2004)
- Blood Royal (2005)
- The Devil To Pay (2006)

### Серия „Торбарите“ (Carpetbaggers)
1. Торбарите, книга първа, The Carpetbaggers (1961)
2. Торбарите, книга втора, The Raiders (1994)

### Серия „Бетси“ (Betsy)
1. Бетси, The Betsy (1971)
2. The Stallion (1996)

### Серия „Хищници“ (Predators)
1. The Predators (1998)
2. The Secret (2000)

### Серия „Мадисън Дюпри“ (Madison Dupree) – в съавторство с Джуниъс Подраг
1. The Looters (2007)
2. The Deceivers (2008)
3. The Shroud (2009)
4. The Curse (2011)

### Разкази
- Noir Masters Triple Threat Treasury (2012) – под псевдонима Франк Кейн, с участието на Арт Крокет, Хал Елсън, Едуард Д. Хох, Ед Лейси, Ричард С. Пратър и Брайс Уолтън

### Филмография
- 1958 Never Love a Stranger – по романа, сценарист и продуцент
- 1958 King Creole – по романа „A Stone for Danny Fisher“
- 1960 The Pusher
- 1964 The Carpetbaggers – по романа „The Carpetbaggers“
- 1964 Where Love Has Gone – по романа
- 1966 Nevada Smith – по романа „The Carpetbaggers“
- 1969 Stiletto – автор
- 1969 The Survivors – ТВ сериал, автор на първата част
- 1969 The Adventurers – по романа
- 1977 Harold Robbins' 79 Park Avenue – ТВ минисериал, по романа „79 Park Avenue“
- 1978 The Betsy – по романа
- 1978 The Pirate – ТВ филм, по романа
- 1980 The Dream Merchants – ТВ филм, по романа
- 1983 The Lonely Lady – по романа
- 2001 Harold Robbins' Body Parts – по романа

### Книги за Харолд Робинс
- Cinderella and the Carpetbagger, My Life as the Wife of the „World's Best-Selling Author“ Harold Robbins (1999) – Грейс Робинс (Грейс Палермо)
- Harold Robbins: The Man Who Invented Sex (2007) – от Андрю Уилсън